# Nike Wagner
Nike Wagner, född 9 juni 1945 i Überlingen vid Bodensjön, är en tysk dramatiker, konstadministratör och författare. Hon har lett festivalen Kunstfest Weimar och har varit chef för Beethovenfest sedan 2014. Hon är dotter till Wieland Wagner, barnbarnsbarn till Richard Wagner och barnbarns barnbarn till Franz Liszt. Hon har skrivit böcker om familjen Wagner och dess kulturella och politiska inflytande.

## Biografi
Wagner föddes i Überlingen vid Bodensjön i Tyskland som dotter till Wieland Wagner och koreografen Gertrud Reissinger. Hennes farfars far var Richard Wagner, och hon är också barnbarns barnbarn till Franz Liszt.
Hon växte upp i familjens villa Wahnfried i Bayreuth. Efter faderns död 1966 lät hennes farbror Wolfgang Wagner mäta upp huset och bad hennes mor, som just blivit änka, att betala hyra. Hon studerade musikvetenskap, litteratur och teater i Berlin, och har en doktorsexamen från Northwestern University i Evanston, Illinois, som hon erhöll 1980 under ledning av Erich Heller.
Hon är författare till flera viktiga böcker om en rad olika ämnen, bland annat om Karl Kraus (Geist und Geschlecht: Karl Kraus und die Erotik der Wiener Moderne, Frankfurt am Main, Suhrkamp, 1982 – ett verk baserat på hennes doktorsavhandling) och familjen Wagner (The Wagners: The Dramas of a Musical Dynasty, Princeton, New Jersey, Princeton University Press, 2001). Hennes artikel Im Fadenkreuz der Kulturpolitik, som publicerades i julinumret 2006 av Cicero: Magazin für politische Kultur, gav upphov till kontroverser i Tyskland, där hon ifrågasatte lämpligheten i de offentliga bidrag som ges till högprofilerade kulturevenemang i allmänhet, och Bayreuthfestspelen i synnerhet (för närvarande cirka 6,5 miljoner US-dollar per år).
År 1999 blev Wagner medlem av Deutsche Akademie für Sprache und Dichtung och har varit dess vice ordförande sedan 2011.
Nike Wagner riktade upprepade gånger skarp kritik mot den mångårige chefen för festspelen i Bayreuth, hennes farbror Wolfgang Wagner, och gjorde anspråk på att få ta över hans ställning. 1999 sökte hon denna tjänst, först tillsammans med Elmar Weingarten, sedan med Peter Ruzicka. 2008 återigen först med sin kusin Eva Wagner-Pasquier och sedan – strax innan ansökningstiden gick ut – med Gerard Mortier.
När Bayreuths styrelse den 1 september 2008 med en majoritet på 22 röster (med 2 nedlagda röster) röstade för Eva Wagner-Pasquier och Katharina Wagner som festivaldirektörer, lät Nike Wagner dela ut ett förberett uttalande där hon talade om ett "märkligt förfarande". Hennes kritik tillbakavisades av stiftelsens styrelseordförande. År 2004 blev Wagner chef för Kunstfest Weimar, som hon döpte till Pèlerinages till Liszts ära. Hon lämnade sin post i september 2013.
År 2013 utsågs hon till chef för Beethovenfest, och tillträdde denna post i januari 2014. Hon har uppmärksammat Wagners relation till Beethoven, som modellerade sin första komposition efter Beethovens verk. Hon koncentrerade sig mindre på Beethovens symfonier, men presenterade mer kammarmusik, ofta i kontrast till samtida verk i genren.
Sedan 1986 har Nike Wagner bott i Wien. Hennes första äktenskap var med skådespelaren och manusförfattaren Jean Launay. Dottern Louise Wagner (född 1981) är verksam som dansare, koreograf och scenograf. Nike Wagners andra make är musikforskaren Jürg Stenzl (född 1942).

## Publikationer (urval)
- Wolf Siegfried Wagner, Gertrud Wagner, Nike Wagner: Die Geschichte unserer Familie in Bildern, Bayreuth 1876–1976. Rogner & Bernhard, München 1976.
- Geist und Geschlecht. Karl Kraus und die Erotik der Wiener Moderne. Suhrkamp, Frankfurt am Main 1982 (Dissertation).
- Mann, sei nicht so hysterisch. Matthes und Seitz, München 1991 (Aufsatzsammlung).
- Nike Wagner (Hrsg.): Über Wagner. Von Musikern, Dichtern und Liebhabern. Eine Anthologie. Reclam, Stuttgart 1995, ISBN 3-15-009423-2.
- Wagner Theater. Insel, Frankfurt am Main 1998, ISBN 3-458-16898-2 (Neuausgabe: Suhrkamp, Frankfurt am Main 1999, ISBN 3-518-39579-3).
- Traumtheater: Szenarien der Moderne. Insel, Frankfurt am Main 2001, ISBN 3-458-17069-3.
- Mann, sei nicht so hysterisch (Munich, Matthes und Seitz, 1991).

## Utmärkelser
- 1999: Ledamot av Deutsche Akademie für Sprache und Dichtung
- Ledamot av Literaturklasse i Sächsische Akademie der Künste
- 2012: Hedersprofessor vid Pädagogische Hochschule Heidelberg[17]
- 2013: ¨¨Verdienstorden des Freistaats Thüringen
- 2022 Hedersdoktor vid Hochschule für Musik Franz Liszt Weimar[18]